# Palmiarnia Zielonogórska
Palmiarnia Zielonogórska – palmiarnia położona na szczycie Winnego Wzgórza w Zielonej Górze. Otoczona tzw. Parkiem Winnym porośniętym winoroślami stanowi jedną z najbardziej rozpoznawalnych atrakcji turystycznych miasta. Znajduje się w niej ok. 150 gatunków roślin ze strefy równikowej i zwrotnikowej, w tym daktylowiec kanaryjski. W jej wnętrzu można też podziwiać ryby, m.in. jesiotra ostronosego i piranie. Poza eksponowaniem egzotycznych roślin i zwierząt Palmiarnia pełni funkcję punktu widokowego oraz kawiarni i restauracji z parkietem, w której organizowane są imprezy kulturalne i okolicznościowe. Na terenie obiektu mieści się również XIX-wieczny domek winiarza.

## Historia
Powstały w 1818 roku dom winiarski na Winnym Wzgórzu należał do Augusta Gremplera, założyciela wytwórni win musujących. Winiarnię przejął 13 września 1945 roku Grzegorz Zarugiewicz, dyrektor techniczny Lubuskiej Wytwórni Win (dawnej wytwórni Gremplera). W 1961 r. na tyłach domu winiarskiego postawiona została pierwsza szklarnia służąca jako kawiarnia, uruchomiona 1 maja. Jej pierwotna powierzchnia wynosiła ok. 220 m². Palmiarnia była następnie wielokrotnie powiększana na przestrzeni lat. W przeszłości obowiązywały do niej bilety wstępu.
Znaczna rozbudowa Palmiarni połączona z jej modernizacją trwała od 2006 r. do czerwca 2008. Jednym z jej powodów był rosnący wewnątrz daktylowiec, który po raz kolejny (uprzednio w latach 80.) przestał się mieścić w budynku. Tym razem jego fragmenty przeszły przez dach, wydostając się na zewnątrz. Podczas prac konstrukcyjnych rośliny zabezpieczono foliami i dogrzewano.

### Rzeźba na schodach
Na schodach prowadzących na szczyt Winnego Wzgórza od strony ulicy Wrocławskiej znajduje się rzeźba przedstawiająca młodzieńca ze źrebięciem. Wykonana została przez Hansa Krückeberga. Przed II wojną światową posąg stał na placu koszar wojskowych w Krośnie Odrzańskim. Przewieziono go do Zielonej Góry po roku 1945, gdzie początkowo stał w parku milicyjnego klubu „Gwardia”. Przed Palmiarnię trafił na przełomie lat 50. i 60. XX wieku.

## Galeria

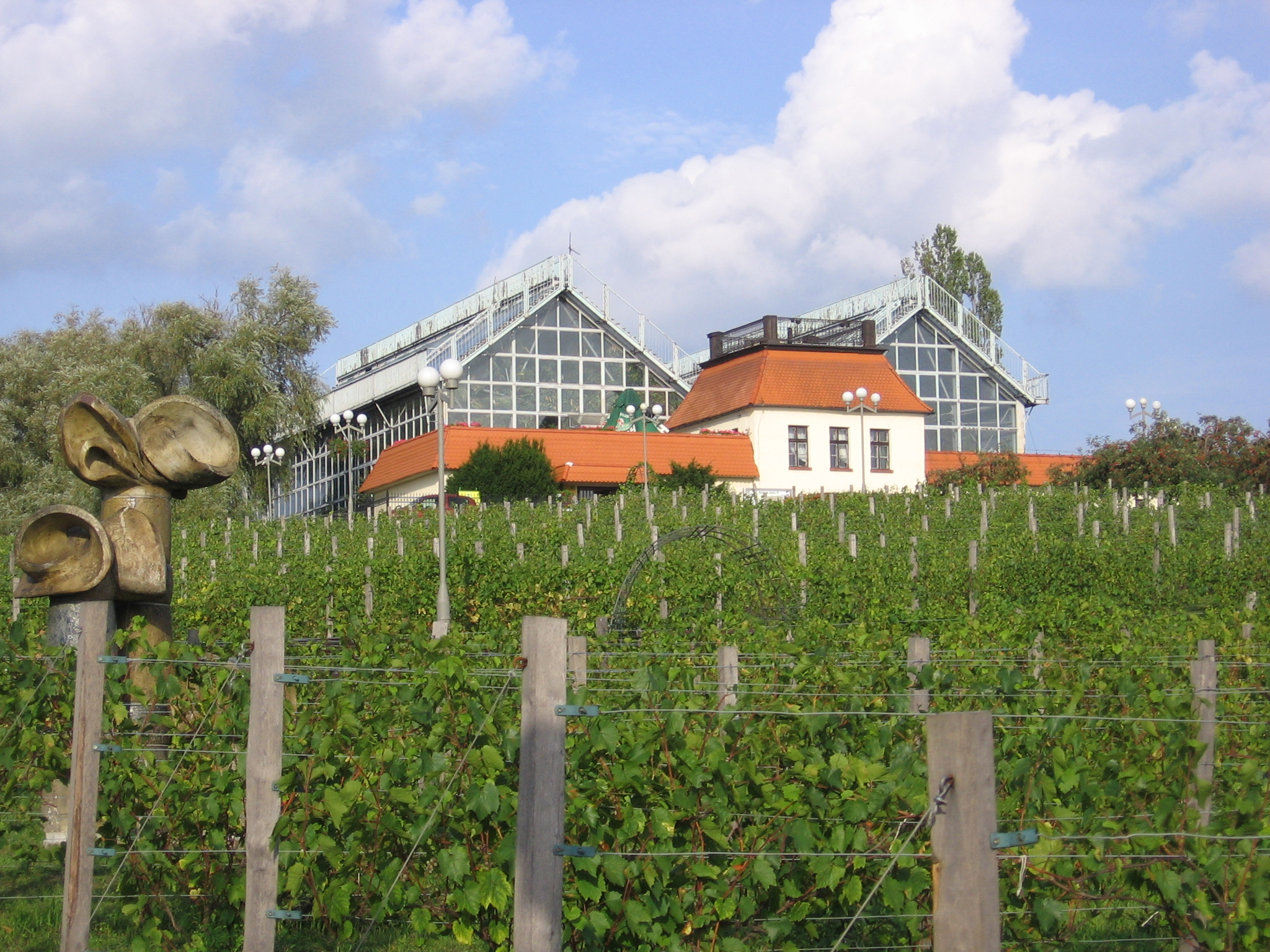
Przed rozbudową (2006)
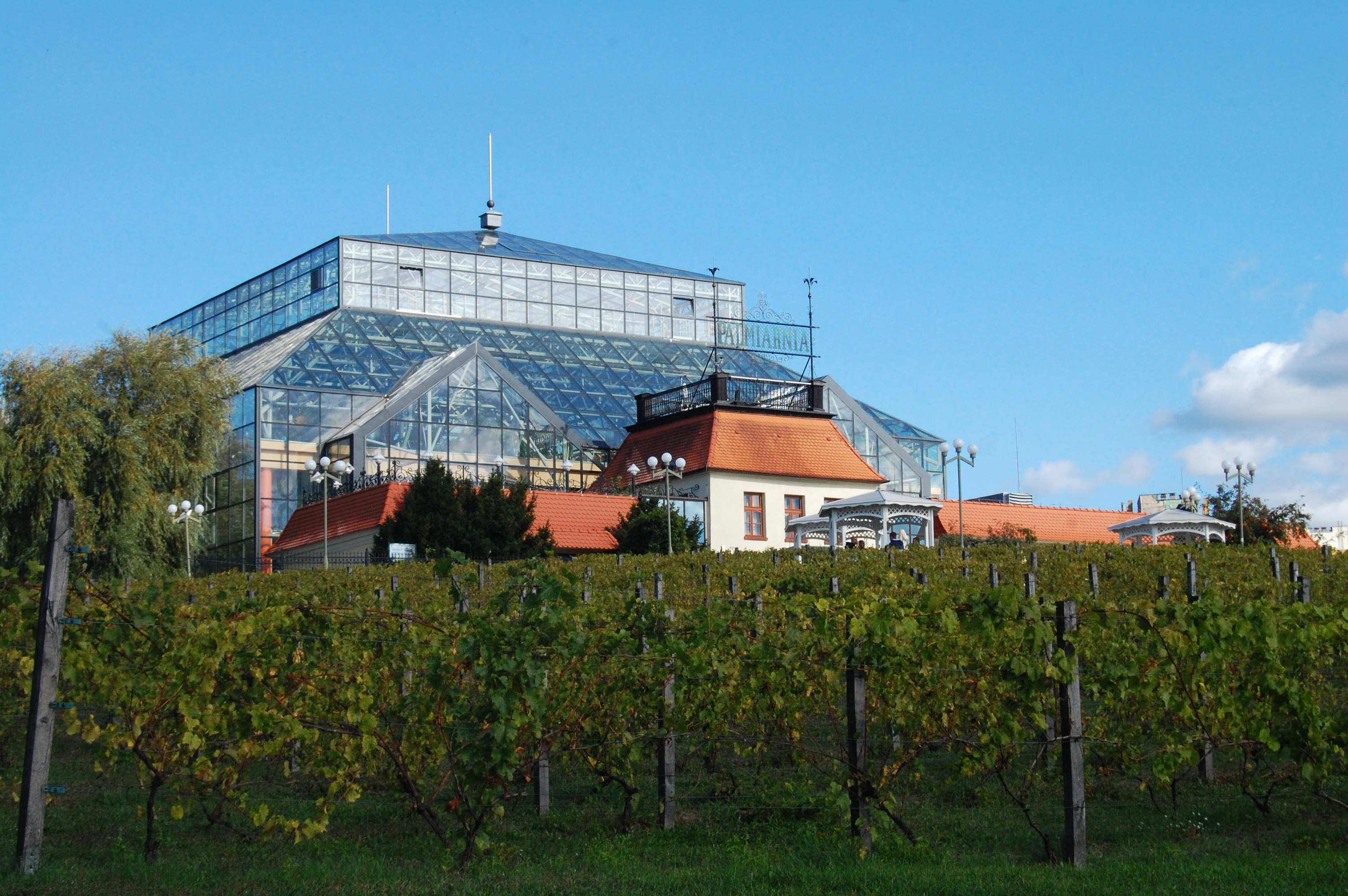
Po rozbudowie (2012)
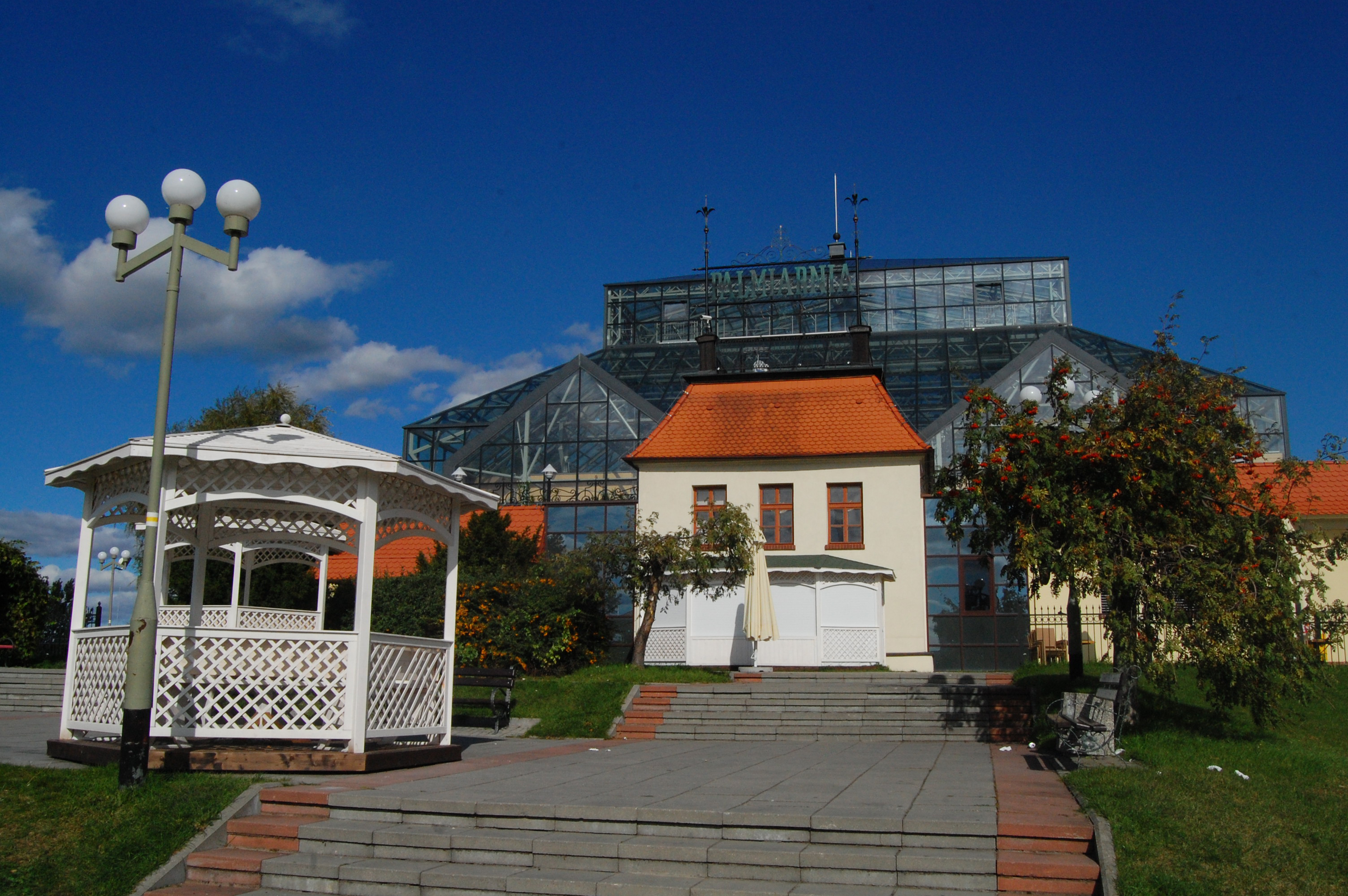
Dom winiarski na tle Palmiarni
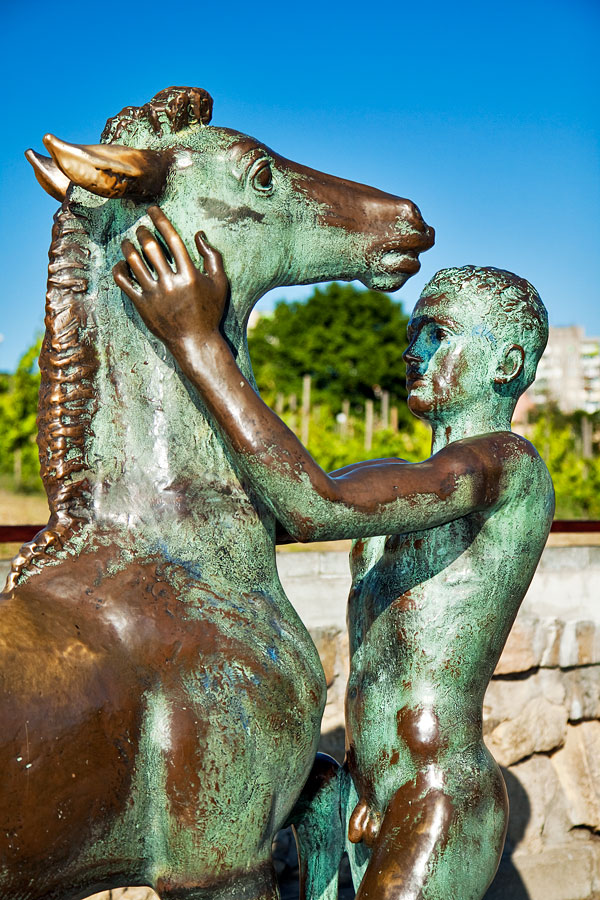
Rzeźba na Winnym Wzgórzu